# Трећа лига Србије и Црне Горе у фудбалу 2003/04.
Трећа лига Србије и Црне Горе у сезони 2003/04. било је прво такмичење под тим именом, након промјене имена државе из СР Југославија, а укупно дванаесто такмичење организовано од стране фудбалског савеза Србије и Црне Горе од оснивања лиге 1992, након распада дотадашње СФР Југославије и то је трећи степен такмичења у СР Југославији.
Трећа лига Србије и Црне Горе подијељена је територијално, на пет зона: Београд, Војводина, Исток, Запад и Црна Гора. Након сезоне 2002/03 зоне Дунав и Морава сједињене су у зону Запад, док су зоне Тимок и Ниш сједињене у зону Исток. у свакој зони такмичи се по 18 клубова, изузев Црне Горе гдје се такмичи 16 клубова. Из сваке зоне првак ће изборити пласман у Другу лигу, која је од сезоне 2004/05 подијељена на двије зоне — Прва лига Србије и Прва лига Црне Горе; прваци зона Београд, Војводина, Исток и Запад пласираће се у Прву лигу Србије, док ће првак зоне Црна Гора пласирати у Прву лигу Црне Горе. Број тимова који испадају из лиге зависи од зоне: из зоне Београд испадају два клуба, из зоне Војводина и Исток по шест, из зоне Запад осам клубова, док из Црне Горе испада шест клубова због смањења лиге на 12 клубова.

## Зона Београд
У зони Београд такмичи се 18 клубова, свако са сваким кући и на страни по једном. На крају сезоне, побједник ће изборити пласман у Прву лигу Србије — Другу лигу Србије и Црне Горе, која је од сезоне 2004/05 подијељена на двије (Прва лига Србије и Прва лига Црне Горе), умјесто четири дотадашње зоне (Исток, Запад, Сјевер, Југ); док из лиге испадају два клуба.
У сезони 2002/03, из лиге су испали Синђелић, Сремчица и Змај из Београда; Колубара из Лазаревца и БСК Олимпик из Батајнице. У Трећу лигу — Београд пласирали су се Полет из Миросаљаца и Сопот из Сопота. Из Друге лиге — Сјевер у Трећу лигу — Београд испали су Срем из Јакова и БСК Борча из Борче; из Друге лиге — Исток у Трећу лигу — Београд испао је Дорћол из Београда; из Друге лиге — Запад у Трећу лигу — Београд испао је Младеновац из Младеновца. У Другу лигу — Сјевер за сезону 2003/04 пласирала се Бежанија из Београда као првак.

### Табела
| Мјесто | Екипа               | Играно | Побједа | Неријешено | Изгубио | Дао гол. | При. гол. | Гол-разлика | Бодови | Напомене                    |
| ------ | ------------------- | ------ | ------- | ---------- | ------- | -------- | --------- | ----------- | ------ | --------------------------- |
| 1      | Вождовац            | 34     | 26      | 8          | 0       | 72       | 19        | +53         | 86     | Прва лига Србије            |
| 2      | Кнежевац Кијево     | 34     | 20      | 3          | 11      | 54       | 42        | +12         | 63     |                             |
| 3      | Телеоптик           | 34     | 17      | 8          | 9       | 74       | 41        | +33         | 59     |                             |
| 4      | Жељезничар Београд  | 34     | 16      | 7          | 11      | 46       | 33        | +13         | 55     |                             |
| 5      | Сопот               | 34     | 15      | 10         | 9       | 45       | 36        | +9          | 55     |                             |
| 6      | Младеновац          | 34     | 14      | 4          | 16      | 44       | 41        | +3          | 46     |                             |
| 7      | ПКБ                 | 34     | 12      | 9          | 13      | 42       | 43        | -1          | 45     |                             |
| 8      | Јединство Сурчин    | 34     | 12      | 8          | 14      | 42       | 44        | -2          | 44     |                             |
| 9      | Балкан 34           | 34     | 11      | 10         | 13      | 46       | 54        | -8          | 43     |                             |
| 10     | Будућност Добановци | 34     | 10      | 13         | 11      | 35       | 48        | -13         | 43     |                             |
| 11     | БСК Борча           | 34     | 12      | 7          | 15      | 34       | 47        | -13         | 43     |                             |
| 12     | Полет               | 34     | 11      | 9          | 14      | 46       | 52        | -6          | 42     |                             |
| 13     | Млади Обилић        | 34     | 12      | 5          | 17      | 39       | 46        | -7          | 41     |                             |
| 14     | БАСК                | 34     | 10      | 11         | 13      | 28       | 36        | -8          | 41     |                             |
| 15     | Дорћол              | 34     | 9       | 12         | 13      | 37       | 50        | -13         | 39     |                             |
| 16     | Графичар ]          | 34     | 10      | 8          | 16      | 38       | 48        | -10         | 38     |                             |
| 17     | Срем Јаково         | 34     | 10      | 7          | 17      | 41       | 60        | -19         | 37     | Четврта лига — зона Београд |
| 18     | Комграп             | 34     | 7       | 5          | 22      | 23       | 46        | -23         | 26     | Четврта лига — зона Београд |

- Вождовац се пласирао у Прву лигу Србије — Друга лига Србије и Црне Горе.
- Срем испао у Четвру лигу — зона Београд;
- Комграп испао у Четвру лигу — зона Београд;

## Зона Војводина
У зони Војводина такмичи се 18 клубова, свако са сваким кући и на страни по једном. На крају сезоне, побједник ће изборити пласман у Прву лигу Србије — Другу лигу Србије и Црне Горе, која је од сезоне 2004/05 подијељена на двије (Прва лига Србије и Прва лига Црне Горе), умјесто четири дотадашње зоне (Исток, Запад, Сјевер, Југ); док из лиге испадају три клуба.
У сезони 2002/03 из лиге су испали Бачка Топола из Бачке Тополе, Раднички из Шида и Глогоњ из Глогоња. Умјесто њих у Трећу лигу — Војводина пласирали су се Таванкут из Таванкута као прак Четврте лиге — Војводина и Раднички из Нове Пазове као другопласирани. Из Друге лиге — Сјевер у Трећу лигу — Војводина испали су Динамо из Панчева и Биг Бул из Бачинацаа. У Другу лигу — Сјевер за сезону 2003/04 пласирао се Пролетер из Зрењанина.

### Табела
| Мјесто | Екипа                | Играно | Побједа | Неријешено | Изгубио | Дао гол. | При. гол. | Гол-разлика | Бодови | Напомене                      |
| ------ | -------------------- | ------ | ------- | ---------- | ------- | -------- | --------- | ----------- | ------ | ----------------------------- |
| 1      | Спартак Суботица     | 34     | 26      | 2          | 6       | 82       | 33        | +49         | 80     | Прва лига Србије              |
| 2      | ЧСК Пивара           | 34     | 24      | 4          | 6       | 77       | 19        | +58         | 76     |                               |
| 3      | Биг Бул              | 34     | 18      | 4          | 12      | 66       | 51        | +15         | 58     |                               |
| 4      | Раднички Нова Пазова | 34     | 16      | 9          | 9       | 47       | 36        | +11         | 57     |                               |
| 5      | Бачка                | 34     | 15      | 10         | 9       | 52       | 27        | +25         | 55     |                               |
| 6      | Таванкут             | 34     | 16      | 6          | 12      | 62       | 52        | +10         | 54     |                               |
| 7      | Кикинда              | 34     | 14      | 11         | 9       | 50       | 30        | +20         | 53     |                               |
| 8      | Текстилац            | 34     | 15      | 8          | 11      | 49       | 33        | +16         | 53     |                               |
| 9      | Цемент               | 34     | 14      | 10         | 10      | 38       | 36        | +2          | 52     |                               |
| 10     | Шајкаш               | 34     | 16      | 4          | 14      | 55       | 54        | +1          | 52     |                               |
| 11     | Раднички Бајмок      | 34     | 14      | 9          | 11      | 52       | 47        | +5          | 51     |                               |
| 12     | Црвенка              | 34     | 14      | 7          | 13      | 44       | 40        | +4          | 49     |                               |
| 13     | Палић                | 34     | 13      | 9          | 12      | 42       | 52        | -10         | 48     | Четврта лига — зона Војводина |
| 14     | Инђија               | 34     | 11      | 8          | 15      | 51       | 57        | -6          | 41     | Четврта лига — зона Војводина |
| 15     | Јединство Стевић     | 34     | 8       | 9          | 17      | 41       | 60        | -19         | 33     | Четврта лига — зона Војводина |
| 16     | Кабел                | 34     | 6       | 6          | 22      | 39       | 76        | -37         | 24     | Четврта лига — зона Војводина |
| 17     | Његош                | 34     | 3       | 5          | 26      | 41       | 103       | -62         | 14     | Четврта лига — зона Војводина |
| 18     | Динамо Панчево       | 34     | 0       | 5          | 29      | 23       | 105       | -82         | 5      | Четврта лига — зона Војводина |

- Спартак Суботица се пласирала у Прву лигу Србије — Друга лига Србије и Црне Горе.
- Палић испао у Четврту лигу — Војвођанска лига сјевер
- Инђија испала у Четврту лигу — Војвођанска лига југ
- Јединство Стевић испао у Четврту лигу — Војвођанска лига исток
- Кабел испао у Четврту лигу — Војвођанска лига запад
- Његош испао у Четврту лигу — Војвођанска лига сјевер
- Динамо Панчево испао у Четврту лигу — Војвођанска лига исток

## Зона Исток
У зони Исток такмичи се 18 клубова, свако са сваким кући и на страни по једном. Ово је прва сезона зоне Исток, настала спајањем зона Тимок и Ниш. На крају сезоне, побједник ће изборити пласман у Прву лигу Србије — Другу лигу Србије и Црне Горе, која је од сезоне 2004/05 подијељена на двије (Прва лига Србије и Прва лига Црне Горе), умјесто четири дотадашње зоне (Исток, Запад, Сјевер, Југ); док из лиге испада шест клубова.
У сезони 2002/03 из зоне Тимок у новоформирану зону Исток пласман је обезбиједило пет екипа, од трећег до шестог мјеста, јер је другопласирана Жупа избачена у Пету лигу због намјештања утакмице са Радничким из Свилајнца, који је такође избачен у Пету лигу, умјесто у Четврту. У зону Исток пласирали су се: 14. октобар, Јединство Доња Мутница, Хајдук Вељко, СФС Борац Параћин и ОФК Бор. Из лиге је испало 10 екипа у Четврту лигу: Мајданпек (након пораза у баражу са Жељезничарем), Јединство Параћин, Путеви, Цемент, БСК Боговина, Каструм, Прва петолетка, Тимочанин, Темнић и Озрен.
Из зоне Ниш у новоформирану зону Исток пласман је обезбиједило пет екипа: БСК Бујановац, Рудар Фахоп, Косаница, Динамо Врање и Синђелић, док је Жељезничар Ниш пласман обезбиједио побједом у баражу против Мајданпека. Из зоне Ниш у Четврту лигу испали су: Вучје, Јастребац Блаце, Сечаница, МСК, ОФК Топличанин, Пуковац, Радник Пункт, Јастребац Ниш, Бања соко, Сврљиг и Пуста Река.
Из Четврте лиге пласман су обезбиједили Радан из Лебана из Јужноморавске зоне, Морава из Рибара из Поморавске зоне, Ђердап из Кладова из Тимочке зоне и Јединство из Беле Паланке из Нишке зоне.
Из Друге лиге — Исток у новоформирану Трећу лигу — Исток испали су Дубочица из Лесковца, Цар Константин из Ниша и Житорађа из Житорађе.
У Другу лигу — Исток за сезону 2003/04 пласирала се Морава Ћуприја из зоне Тимок и Власина из зоне Ниш.

### Табела
| Мјесто | Екипа                  | Играно | Побједа | Неријешено | Изгубио | Дао гол. | При. гол. | Гол-разлика | Бодови | Напомене                        |
| ------ | ---------------------- | ------ | ------- | ---------- | ------- | -------- | --------- | ----------- | ------ | ------------------------------- |
| 1      | Косаница               | 34     | 23      | 6          | 5       | 63       | 24        | +39         | 75     | Прва лига Србије                |
| 2      | Дубочица               | 34     | 19      | 11         | 4       | 67       | 26        | +41         | 68     |                                 |
| 3      | Јединство Доња Мутница | 34     | 19      | 6          | 9       | 68       | 37        | +31         | 63     |                                 |
| 4      | Жељезничар Ниш         | 34     | 18      | 8          | 8       | 64       | 36        | +28         | 62     |                                 |
| 5      | Хајдук Вељко           | 34     | 16      | 9          | 9       | 46       | 26        | +20         | 57     |                                 |
| 6      | Радан Лебане           | 34     | 16      | 7          | 11      | 40       | 34        | +6          | 55     | Бараж за опстанак у Трећој лиги |
| 7      | Рудар Фахоп            | 34     | 15      | 8          | 11      | 75       | 56        | +19         | 53     |                                 |
| 8      | Динамо Врање           | 34     | 15      | 8          | 11      | 52       | 45        | +7          | 53     |                                 |
| 9      | Морава\|34             | 15     | 6       | 13         | 51      | 47       | +4        | 51          |        |                                 |
| 10     | Цар Константин         | 34     | 13      | 11         | 10      | 60       | 45        | +15         | 50     |                                 |
| 11     | 14. октобар            | 34     | 16      | 2          | 16      | 56       | 56        | 0           | 50     |                                 |
| 12     | СФС Борац Параћин      | 34     | 12      | 7          | 15      | 55       | 56        | -1          | 43     |                                 |
| 13     | Ђердап                 | 34     | 9       | 11         | 14      | 45       | 54        | -9          | 38     | Четврта лига                    |
| 14     | БСК Бујановац          | 34     | 11      | 5          | 18      | 41       | 52        | -11         | 38     | Четврта лига                    |
| 15     | ОФК Бор                | 34     | 9       | 4          | 21      | 34       | 64        | -30         | 31     | Четврта лига                    |
| 16     | Јединство Бела Паланка | 34     | 9       | 4          | 21      | 39       | 73        | -34         | 31     | Четврта лига                    |
| 17     | Синђелић Ниш           | 34     | 7       | 4          | 23      | 32       | 79        | -47         | 25     | Четврта лига                    |
| 18     | Житорађа               | 34     | 4       | 3          | 27      | 33       | 111       | -78         | 15     | Четврта лига                    |

- Косаница се пласирала у Прву лигу Србије — Друга лига Србије и Црне Горе.
- Ђердап испао у Четврту лигу — Тимочка зона
- БСК Бујановац испао у Четврту лигу — Јужноморавска зона
- ОФК Бор испао у Четврту лигу — Тимочка зона
- Јединство Бела Паланка испао у Четврту лигу — Нишка зона
- Синђелић Ниш испао у Четврту лигу — Нишка зона
- Житорађа испала у Четврту лигу — Јужноморавска зона

## Зона Запад
У зони Запад такмичи се 18 клубова, свако са сваким кући и на страни по једном. Ово је прва сезона зоне Запад, настала спајањем зона Морава и Дунав. На крају сезоне, побједник ће изборити пласман у Прву лигу Србије — Другу лигу Србије и Црне Горе, која је од сезоне 2004/05 подијељена на двије (Прва лига Србије и Прва лига Црне Горе), умјесто четири дотадашње зоне (Исток, Запад, Сјевер, Југ);, док из лиге испада осам клубова.
У сезони 2002/03 из зоне Дунав у новоформирану зону Запад пласман су обезбиједиле четири екипе, од другог до петог мјеста: Звижд, Слога Петровац, Селевац и Жељезничар Смедерево. Из лиге је испало 13 екипа: Раднички Зорка (након пораза у баражу од Такова), Рудар Костолац, Рибница Мионица, Жељезничар Лајковац, Јединство Владимирци, Раднички Коцељева, Поморавље, Градац, Карађорђе, РСК, Поцерина, ЖСК и Шапине које су напустиле лигу током зимске паузе.
Из зоне Морава у новоформирану зону Запод пласман су обезбиједиле четири екипе директно: Слобода Ужице, Шумадија, Севојно и Јединство Путеви; док је Таково пласман обезбиједило након побједе у баражу са екипом Раднички Зорка. Из зоне Морвца у Четврту лигу испали су: Омладинац, Рудар Баљевац, Слога Пожега, Слога Краљево, Ердоглија, Полет, Гоч, Металац Трговачки, Застава, ГП Златибор, Будућност Конарево и Аутопревоз, који је одустао од такмичења током зимске паузе.
Из Четврте лиге пласман су обезбиједили Инон из Бубушинца из Подунавске зоне, ФАП из Прибоја из Моравичке зоне, Јошаница из Новог Пазара из Шумадијске зоне и Спартак из Љига из Посавске зоне.
Из Друге лиге — Запад у новоформирану Трећу лигу — Запад испали су Младост из Лучана, Раднички из Крагујевца, Раднички из Клубаца, Ремонт из Чачка и Будућност из Ваљева.
У Другу лигу — Запад за сезону 2003/04 пласирали су се Јединство Уб из зоне Дунав и Нови Пазар из зоне Морава.

### Табела
| Мјесто | Екипа                | Играно | Побједа | Неријешено | Изгубио | Дао гол. | При. гол. | Гол-разлика | Бодови | Напомене         |
| ------ | -------------------- | ------ | ------- | ---------- | ------- | -------- | --------- | ----------- | ------ | ---------------- |
| 1      | Младост Лучани       | 34     | 24      | 5          | 5       | 91       | 31        | +60         | 77     | Прва лига Србије |
| 2      | Севојно              | 34     | 21      | 3          | 10      | 66       | 42        | +24         | 66     |                  |
| 3      | Слобода              | 34     | 18      | 6          | 10      | 53       | 31        | +22         | 60     |                  |
| 4      | Раднички Крагујевац  | 34     | 16      | 10         | 8       | 65       | 30        | +35         | 58     |                  |
| 5      | Жељезничар Смедерево | 34     | 18      | 4          | 12      | 68       | 51        | +17         | 58     |                  |
| 6      | Звижд                | 34     | 16      | 8          | 10      | 46       | 34        | +12         | 56     |                  |
| 7      | Јединство Путеви     | 34     | 16      | 6          | 12      | 53       | 42        | +11         | 54     |                  |
| 8      | Раднички Стобекс     | 34     | 16      | 6          | 12      | 49       | 45        | +4          | 54     |                  |
| 9      | Инон                 | 34     | 15      | 9          | 10      | 47       | 49        | -2          | 54     |                  |
| 10     | Таково               | 34     | 15      | 8          | 11      | 42       | 37        | +5          | 53     |                  |
| 11     | Будућност Ваљево     | 34     | 15      | 4          | 15      | 65       | 57        | +8          | 49     | Четврта лига     |
| 12     | Ремонт               | 34     | 13      | 5          | 16      | 52       | 45        | +7          | 44     | Четврта лига     |
| 13     | Јошаница             | 34     | 12      | 4          | 18      | 29       | 51        | -22         | 40     | Четврта лига     |
| 14     | Селевац              | 34     | 11      | 6          | 17      | 42       | 56        | -14         | 39     | Четврта лига     |
| 15     | ФАП                  | 34     | 8       | 6          | 20      | 32       | 53        | -21         | 30     | Четврта лига     |
| 16     | Слога Петровац       | 34     | 8       | 4          | 22      | 26       | 63        | -37         | 28     | Четврта лига     |
| 17     | Шумадија             | 34     | 6       | 8          | 20      | 36       | 78        | -42         | 26     | Четврта лига     |
| 18     | Спартак Љиг          | 34     | 4       | 6          | 24      | 25       | 92        | -67         | 18     | Четврта лига     |

- Младост Лучани се пласирао у Прву лигу Србије — Друга лига Србије и Црне Горе.
- Будућност Ваљево испао у Четврту лигу — Посавска зона
- Ремонт испао у Четврту лигу — Моравичка зона
- Јошаница испала у Четврту лигу — Шумадијска зона
- Селевац испао у Четврту лигу — Подунавска зона
- ФАП испао у Четврту лигу — Моравичка зона
- Слога Петровац испала у Четврту лигу — Подунавска зона
- Шумадија испала у Четврту лигу — Шумадијска зона
- Спартак Љиг испао у Четврту лигу — Посавска зона

## Зона Црна Гора
У зони Црна Гора учествује 16 клубова, свако са сваким кући и на страни по једном. На крају сезоне, побједник ће изборити пласман у Прву лигу Црне Горе за сезону 2004/05, док из лиге испада шест клубова због смањења лиге на 12 клубова. У сезони 2002/03 из лиге су испали Отрант из Улциња, Пљевља 1997 из Пљеваља, Брсково из Мојковца, Црвена Звијезда из Даниловграда и Цетиње са Цетиња. Умјесто њих, у Трећу лигу зона Црна Гора пласирали су се Дечић из Тузи и Игало из Игала, као побједници баража Четврте лиге група Црна Гора.
У Другу лигу за сезону 2002/03. пласирао су се Грбаљ из Радановића, као побједник Треће лиге зона Црна Гора. Из Друге лиге зона Југ, због смањења лиге на 10 клубова испали су Језеро из Плава, Ловћен са Цетиња, ФК Искра Даниловград из Даниловграда и ФК Забјело из Подгорице.

### Табела
| Мјесто | Екипа          | Играно | Побједа | Неријешено | Изгубио | Дао гол. | При. гол. | Гол-разлика | Бодови | Напомене                     |
| ------ | -------------- | ------ | ------- | ---------- | ------- | -------- | --------- | ----------- | ------ | ---------------------------- |
| 1      | Дечић          | 30     | 22      | 2          | 6       | 56       | 23        | 33          | 68     | Прва лига Црне Горе          |
| 2      | Ловћен         | 30     | 19      | 7          | 4       | 62       | 17        | 45          | 62     | Бараж за Прву лигу Црне Горе |
| 3      | Црвена Стијена | 30     | 15      | 3          | 12      | 42       | 28        | 14          | 48     |                              |
| 4      | Братство       | 30     | 13      | 8          | 9       | 43       | 30        | 13          | 47     |                              |
| 5      | Гусиње         | 30     | 15      | 2          | 13      | 41       | 32        | 9           | 47     |                              |
| 6      | Ибар           | 30     | 14      | 4          | 12      | 33       | 32        | 1           | 46     |                              |
| 7      | Арсенал        | 30     | 12      | 10         | 8       | 36       | 28        | 8           | 45     |                              |
| 8      | Зора           | 30     | 13      | 6          | 11      | 43       | 36        | 7           | 45     |                              |
| 9      | Искра          | 30     | 13      | 6          | 11      | 25       | 25        | 0           | 45     |                              |
| 10     | Језеро         | 30     | 14      | 3          | 13      | 36       | 42        | -6          | 45     |                              |
| 11     | Забјело        | 30     | 13      | 5          | 12      | 39       | 38        | 1           | 44     | Трећа лига Црне Горе         |
| 12     | Беране         | 30     | 12      | 5          | 13      | 37       | 35        | 2           | 42     | Трећа лига Црне Горе         |
| 13     | Игало          | 30     | 12      | 5          | 13      | 38       | 40        | -2          | 41     | Трећа лига Црне Горе         |
| 14     | Рибница        | 30     | 5       | 4          | 21      | 20       | 62        | -42         | 19     | Трећа лига Црне Горе         |
| 15     | Бијела         | 30     | 4       | 5          | 21      | 18       | 58        | -40         | 17     | Трећа лига Црне Горе         |
| 16     | Дрезга         | 30     | 4       | 5          | 21      | 22       | 65        | -43         | 17     | Трећа лига Црне Горе         |

- Дечић се пласирао у Прву лигу Црне Горе (Друга лига Србије и Црне Горе).
- Челик Испао из Друге лиге — Југ у Трећу лигу — Црна Гора (од сезоне 2004/05 Друга лига Црне Горе).
- Забјело испада у Четврту лигу — Црна Гора (Јужна регија).
- Беране испада у Четврту лигу — Црна Гора (Сјеверна регија).
- Игало испада у Четврту лигу — Црна Гора (Сјеверна регија).
- Рибница испада у Четврту лигу — Црна Гора (Средња регија).
- Бијела испада у Четврту лигу — Црна Гора (Јужна регија).
- Дрезга испада у Четврту лигу — Црна Гора (Средња регија).
- Ловћен -2 бода.
- Арсенал -1 бод.

За опстанак у Првој лиги Црне Горе, односно улазак у Прву лигу Црне Горе разигравају:
- Морнар - 9 мјесто у Другој лиги — Југ;
- Ловћен - 2 мјесто у Трећој лиги — Црна Гора

### Доигравање за пласман у Прву лигу Црне Горе
Након завршетка првенства другопласирана екипа из Друге лиге играла је са деветопласираном екипом из Прве лиге за мјесто у Првој лиги Црне Горе (Друга лига Србије и Црне Горе) у сезони 2004/05.

#### Први меч
| Морнар | 2:0 | Ловћен |
| ------ | --- | ------ |
|        |     |        |

#### Други меч
| Ловћен | 1:0 | Морнар |
| ------ | --- | ------ |
|        |     |        |

У Прву лигу Црне Горе 2004/05. пласирао се Морнар из Бара.